# Tupaia glis
Tupaia glis é uma espécie de mamífero arborícola da família Tupaiidae. Pode ser encontrada na Indonésia, Malásia e Tailândia.